# Ekumenická akademie Praha
Ekumenická akademie Praha (v kontextu často uváděna jen jako Ekumenická akademie, užívaná zkratka EAP) je nevládní nezisková organizace, pracující na ekumenicky pojatém křesťanském základě, která se snaží zejména formou teoretického i praktického vzdělávání přispívat k mravnímu, sociálnímu, kulturnímu i politickému rozvoji naší současné společnosti. Ředitelkou Ekumenické akademie je Karolína Silná. Předchozím ředitelem byl ThDr. Jiří Silný.

## Činnost
Ekumenická akademie začala pracovat v roce 1995, v roce 1996 pak byla registrována jako občanské sdružení. Organizuje přednášky, semináře, studijní pobyty, konference a další vzdělávací akce, vydává vzdělávací a osvětové publikace, ale též uskutečňuje konkrétní projekty, jako např. rozvojový projekt v Zambii v roce 2005 nebo od roku 2004 velkoobchod s produkty spravedlivého obchodu (fair trade). Hlavními tématy její práce jsou v současnosti otázky vztahu církve a společnosti, kulturních a politických úkolů církví, sociální spravedlnosti, udržitelného rozvoje a rozvojové pomoci.

## Členové
V současnosti[kdy?] jsou členy Ekumenické akademie jednak církve (Církev československá husitská, Pravoslavná církev, Slezská církev evangelická augsburského vyznání, Starokatolická církev, Obec křesťanů) a další křesťanské organizace (Evangelická akademie Míšeň, Kruh přátel Evangelické akademie Míšeň, Náboženská společnost českých unitářů, Ekumenické informační centrum v Drážďanech, Betriebsseminar Linz), jednak řada individuálních členů. Členství není vázáno na vyznání a církevní příslušnost.

## Spolupráce
Ekumenická akademie Praha byla v roce 2000 iniciátorem a zakladatelem koalice Milostivé léto (Jubilee Czech), jejímž členem je dodnes. Je též zakládajícím členem Českého fóra pro rozvojovou spolupráci (FoRS), Asociace pro Fair Trade a kampaně Česko proti chudobě. Dále je členem Ekumenické asociace akademií a laických center v Evropě (Oikosnet) a Evropské sítě pro dluhy a rozvoj (EURODAD), aktivně se podílí na práci několika dalších sdružení a sítí nevládních a neziskových organizací a s řadou dalších organizací (především křesťanského zaměření) spolupracuje.